# 3 Armia (ZSRR)
3 Armia (ros. 3-я армия) – związek operacyjny Armii Czerwonej podczas II wojny światowej.

## Historia
3 Armia została sformowana 15 września 1939 roku w Białoruskim Specjalnym Okręgu Wojskowym z Witebskiej Grupy Armijnej. Po raz pierwszy do walki weszła we wrześniu 1939 roku, biorąc udział w operacji na Białorusi i w Polsce. W operacji tej Armia Czerwona zajęła wschodnią Polskę, w wyniku paktu Ribbentrop-Mołotow. 
3 Armia brała udział w wielu akcjach we ważnych sektorach walk na froncie wschodnim. Armia wzięła udział w operacjach Frontu Zachodniego, Centralnego, Briańskiego, a także 1., 2. i 3 Białoruskiego podczas obrony Grodna, Lidy i Nowogródka. 
3 Armia brała także udział w wielu ważnych bitwach jak np. bitwa pod Smoleńskiem, w której niemieccy żołnierzy zdobyli miasto w dwumiesięcznej ciężkiej kampanii oraz w bitwie pod Moskwą, w której kontratak zimowy Armii Czerwonej dowodzony przez marszałka Gieorgija Żukowa odrzucił Grupę Armii „Środek” o ponad 110 km na zachód Moskwy. W drugiej połowie walk na froncie wschodnim 3 Armia wzięła udział w bitwie na łuku kurskim, w której przeważające liczebnie wojska radzieckie, dzięki użyciu dobrej obrony przeciwpancernej, pokonały wojska niemieckie, powstrzymując operację Zitadelle i tym samym niszcząc wszelkie nadzieje Wehrmachtu na zwycięstwo na froncie wschodnim. W czasie bitwy dowództwo armii tworzyli następujący oficerowie: dowódca Aleksandr Gorbatow, szef sztabu M. Iwaszeczkin, członkowie rady wojennej I. Kononow i I. Pinczuk oraz szef zarządu politycznego N. Amasow.
3 Armia brała udział w operacjach przeciwko Briańskowi, Homlowi–Rzeczycy oraz Rohaczywowi–Żłobinowi. Podczas ostatnich faz wojny armia ta wzięła udział w atakach na Białoruś, Prusy Wschodnie i wschodnie Niemcy, gdzie wzięła udział w bitwie o Berlin.
Po zakończeniu wojny kwatera główna armii została wycofana do Białoruskiej SRR, gdzie została zreorganizowana w sierpniu 1945 roku jako krótko funkcjonująca kwatera główna Białorusko-Litewskiego Okręgu Wojskowego. Białorusko-Litewski Okręg Wojskowy istniał od 31 grudnia 1944 do 9 lipca 1945 roku, a następnie został zastąpiony przez Miński Okręg Wojskowy. W tym czasie armia składała się z trzech korpusów strzeleckich z dziewięcioma dywizjami strzeleckimi. W późniejszym czasie wszystkie te dywizje, oprócz 120 Rohaczewskiej Gwardyjskiej Dywizji Strzeleckiej, zostały rozwiązane.

## Dowództwo armii
Dowódcy:
- Wasilij Kuzniecow[7] (1 września 1939 – 25 sierpnia 1941)
- Jakow Krejzer (25 sierpnia – 13 grudnia 1941)
- Piotr Pszennikow (3–28 grudnia 1941, zginął po wejściu na minę)
- Paweł Batow (28 grudnia 1941 – 11 lutego 1942)
- Filipp Żmaczenko (11 lutego – 12 maja 1942)
- Pawieł Korzun (12 maja 1942 – 26 czerwca 1943)
- Aleksandr Gorbatow (27 czerwca 1943 – 9 lipca 1945)

Szefowie sztabu:
- mjr Aleksandr Kondratiew[4]

## Struktura organizacyjna
Skład w czerwcu 1941:
- 4 Korpus Strzelecki: 
  - 27 Dywizja Strzelecka
  - 56 Dywizja Strzelecka
  - 85 Dywizja Strzelecka oraz 152 korpuśny pułk artylerii, 444 korpuśny pułk artylerii, 30 samodzielny batalion łączności, 127 batalion saperów i 16 samodzielny dywizjon artylerii przeciwlotniczej,
- 11 Korpus Zmechanizowany[8]

Skład w październiku 1941:
- 137 Dywizja Piechoty
- 148 Dywizja Piechoty
- 269 Dywizja Piechoty
- 280 Dywizja Piechoty
- 282 Dywizja piechoty
- 4 Dywizja Kawalerii oraz 855 pułk piechoty z 278 Dywizji Piechoty

Skład 1 maja 1945:
- 35 Korpus Strzelecki
- 40 Korpus Strzelecki
  - 5 Dywizja Piechoty
  - 129 Dywizja Piechoty
  - 169 Dywizja Piechoty
- 41 Korpus Strzelecki
  - 120 Gwardyjska Dywizja Piechoty
  - 269 Dywizja Piechoty
  - 283 Dywizja Piechoty oraz 4 Brygada Artylerii, 44 Brygada Artylerii Armat i inne jednostki